# S. G. Dani
Shrikrishna Gopalrao Dani é um matemático indiano, professor de matemática no Instituto Indiano de Tecnologia de Bombaim, que trabalha com a ampla área da teoria ergódica.
Obteve um doutorado em 1975. Foi professor visitante no Instituto de Estudos Avançados de Princeton durante 1976-77 e 1983-84.
Foi palestrante convidado do Congresso Internacional de Matemáticos em Zurique (1994). 